# Gare de Mount Joy
La gare de Mount Joy est une gare de trains de banlieue à Markham en Ontario. La gare est située à l'angle de Markham Road et de Bur Oak Avenue. La gare est desservie par la ligne Stouffville de GO Transit.

## Situation ferroviaire
La gare est située au point milliaire 45,7 milles (73,5 km) de la subdivision Uxbridge de Metrolinx, à voie unique, entre les gares de Markham et de Stouffville.
Depuis la gare de Markham, la ligne se dirige vers le nord. La ligne traverse des lotissements plus récents avant d'arriver à la gare de Mount Joy, près de la limite nord du développement de banlieue de Markham. En continuant vers le nord, le train traverse Major Mackenzie Road et entre dans la ville de Whitchurch-Stouffville. Le développement urbain fait place aux champs des agriculteurs. La ligne traverse Ninth Line et entre dans les lotissements plus récents de l'ancien village de Stouffville.

## Histoire
La gare de Mount Joy a été ouverte en 2004, lorsque la population de Markham augmentait rapidement et que GO ajoutait des trajets supplémentaires et davantage de gares sur la ligne.
L'ouverture du triage de Lincolnville en 2007 a permis d'ajouter des espaces supplémentaires pour les trains. À cette époque, cinq trajets aller-retour étaient en service entre Union et Stouffville, et tous ces trajets ont été prolongés jusqu'à Lincolnville en 2008. Un sixième voyage aller-retour a été ajouté en 2013, ainsi qu'un voyage aller-retour entre Toronto et Unionville en 2012, et un voyage supplémentaire en direction du nord vers Unionville en 2013.
Le 31 décembre 2016, Metrolinx a ajouté un septième train vers Union le matin et vers Lincolnville l'après-midi, puis, le 26 juin 2017, a porté ce nombre à neuf, en plus d'un service dans les deux directions toutes les heures entre Union et Unionville en milieu de journée et en début de soirée les jours de semaine. Le 8 avril 2019, ces trajets de midi vers Unionville ont été prolongés vers le nord jusqu'à Mount Joy. Le 2 novembre 2019, un service ferroviaire a été lancé toutes les heures en fin de semaine entre Union et Mount Joy, avec quelques trajets le matin et en fin de soirée desservant Lincolnville.
La pandémie de Covid-19 a obligé Metrolinx à réduire le service, en éliminant le service de fin de semaine et en réduisant le nombre de voyages à l'heure de pointe à partir de Lincolnville, mais en 2021, le service de fin de semaine a été rétabli, et huit trajets circulaient à nouveau entre Union et Lincolnville.

## Service aux voyageurs

### Accueil
La billetterie de GO Transit est ouverte en semaine de 5 h 40 à 13 h 15, fermée les fins de semaine et jours fériés. L'ambassadeur de la gare GO peut aider les clients à configurer un type de tarif ou à définir un trajet par défaut sur la carte Presto. Les clients disposent également d'options en libre-service, notamment l'achat d'un billet papier dans un distributeur automatique de billets, le chargement d'une carte Presto dans un distributeur automatique de billets compatible avec Presto, l'achat d'un billet électronique avec leur téléphone intelligent et le paiement au valideur avec une carte de crédit sans contact ou une carte Presto.
La gare est équipée d'une salle d'attente, des toilettes, d'un abri de quai chauffé, d'un téléphone payant, de Wi-Fi, d'un débarcadère, et d'un stationnement incitatif. Des places réservées sont disponibles au stationnement incitatifs. La gare est accessible aux fauteuils roulants.

### Dessert
À partir du 8 avril 2023, six trains partent de la gare d'Old Elm et s'arrêtent à cette gare pour se rendre à la gare Union de Toronto pendant la période de pointe du matin. L'après-midi, six trains s'arrêtent à cette gare en direction d'Old Elm.
Un service de bus en heures creuses est proposé entre Uxbridge et la gare Union de Toronto, à l'exception des gares de Milliken, d'Agincourt et de Kennedy. Certains bus en direction du nord vers Uxbridge nécessitent une correspondance à la gare d'Old Elm.

### Intermodalité
La gare de Mount Joy est desservie par la ligne 54 vers le terminus d'autobus de l'autoroute 407, et la 71 vers Uxbridge, les gares d'Old Elm et Union.
La ligne 102D Markham Road de la Commission de transport de Toronto relie Major Mackenzie Drive et la station Warden toute la journée, tous les jours. La ligne dessert l'arrêt sur Main Street Markham devant la gare. Le tarif de York Region Transit (YRT) est exigé à bord le bus, et le tarif de TTC oblige lors du débarquement au sud de Steeles Avenue.
La gare est également desservie par la 18 Bur Oak de YRT vers l'Hôpital de Markham-Stouffville et le Centre communautaire d'Angus Glen lundi au samedi, la 303 Bur Oak Express et la 304 Mount Joy Express vers le terminus Finch aux heures de pointe.
Le service Mobility On-Request Bur Oak est un service d'autobus sur demande fonctionnant entre les arrêts de bus de la ligne 18 Bur Oak en semaine entre 10h et 13h45. Un véhicule marqué YRT prend en charge les passagers et les dépose à l'arrêt de bus demandé. Les clients peuvent réserver un trajet pendant les heures d'ouverture en appelant le 1-844-667-5327 au moins 60 minutes à l'avance. Les représentants du service à la clientèle aident à planifier le trajet et proposent le meilleur plan possible. Les tarifs habituels de l'YRT s'appliquent. Le chauffeur accepte tous les moyens de paiement de l'YRT, y compris la carte Presto, les applications YRT Pay et Transit, les cartes de crédit, les cartes de débit et la monnaie exacte.